# Marcia Karr
Marcia Karr [mɑːrsiːə] (* 29. Juni 1963 in Pennsauken Township, New Jersey) ist eine US-amerikanische Schauspielerin der 1980er Jahre.

## Leben
Karr wurde am 29. Juni 1963 in Pennsauken Township geboren, wo sie auch aufwuchs. In jungen Jahren verließ sie bereits ihr Elternhaus und ließ sich in Los Angeles nieder. Ihre erste Filmerfahrung sammelte sie 1981 als Körperdouble von Barbara Hershey im Horrorfilm The Entity. 1982 gab sie im Film Mädchen hinter Gittern ihr Filmschauspieldebüt. In den nächsten Jahren war sie jedes Jahr in mindestens einer Filmproduktion zu sehen. 1987 übernahm sie die weibliche Hauptrolle der Rhonda Johnson im Slasher-Horrorfilm Aerobicide. Zuletzt war sie 1989 in den Filmproduktionen Hände weg von Stefanie! und Narco Dollar zu sehen.
Nachdem sie sich Ende der 1980er Jahre von der Schauspielerei zurückgezogen hatte, zog Karr mit ihrem Mann in den US-Bundesstaat Arizona und arbeitete acht Jahre lang als Spendensammlerin für die Make-A-Wish-Foundation. Seitdem war sie für die gemeinnützigen Wohltätigkeitsorganisationen ChildFund und International Medical Corps tätig.

## Filmografie (Auswahl)
- 1982: Mädchen hinter Gittern (The Concrete Jungle)
- 1983: Das Frauenlager (Chained Heat)
- 1984: Hardbodies
- 1984: Savage Street – Straße der Gewalt (Savage Streets)
- 1985: Was für ein Genie (Real Genius)
- 1986: Sex Appeal
- 1986: Rächer der Nacht (The Night Stalker)
- 1987: Aerobicide (Killer Workout)
- 1987: W.A.R.: Women Against Rape
- 1988: Maniac Cop
- 1988: Night of the Kickfighters
- 1989: Hände weg von Stefanie! (Nobody’s Perfect)
- 1989: Narco Dollar